# 西田敏行
西田 敏行（にしだ としゆき、1947年〈昭和22年〉11月4日 - 2024年〈令和6年〉10月17日）は、日本の俳優、歌手、タレント、司会者。
福島県郡山市出身。オフィスコバック最終所属。4歳年下の妻と2女がいる。
協同組合日本俳優連合理事長、日本アカデミー賞組織委員会副会長。栄典は従五位・旭日小綬章。

## 来歴・人物

### 幼少・学生時代
郡山貯金局に勤める今井泉と紀惠の間に生まれる。「敏行」の名は「何事にも動じず、素早く行動してほしい」という意味で父から名付けられたものである。父方の祖は和泉国伯太藩家老職を務めた今井家である。幼くして父が亡くなり、母は美容師として働いて息子を育てるが、5歳の時に母は同じ美容師の男性と再婚し、伯母・美代（母の姉）の申し出で、西田家に引き取られた。養父・西田辰治の祖は薩摩藩士として島津家に仕えた。辰治は1907年生まれの陸軍軍人で、戦争中は択捉島に勤務しており、終戦後もシベリアに抑留されていた。戦後は郡山市役所に定年まで勤めていたが、生活は厳しく、家族は郡山市の由緒深き香久山神社の社務所に住んでいた。
少年時代は養父に連れられ映画館へ通い、チャンバラ映画に熱中した。観る側より映画のスクリーンに映る自分の姿をぼんやり夢想していた。小原田小学校を卒業後、市立第三中学校へ入学、その後小原田中学校の創設に伴い1年次に小原田中学校へ移る、中学時代は国語と英語が得意で漠然と俳優になりたいと考え、演劇に興味を持つが、演劇部は女性部員ばかりで、当時、男子生徒の部活動といえば、スポーツが一般的だった風潮もあり、悶々とした3年間を過ごす。映画で「東京弁」に触れるうち、「俺このままずっとこの多感な時期こっちで暮らしていると、福島弁が染みついちゃって、もしかしたら標準語をしゃべれなくなっちゃうんじゃないか」との危機感を感じ始め、演劇が好きでも福島弁でしか演じられない現状に自問し、標準語を習得したいと思い始め、両親を説得の上、中学卒業とともに上京し、俳優になった出身者が多いと雑誌で読んだ明治大学付属中野高校へ進学。
高校に進学するとバレーボール部に入部した。たまたま男子部員がいなくて困っていた演劇部の女子部員から、男役として部に協力してほしいと請われ、顧問のような形で演劇部に参加する。1年生のころはなまりが直らずに高校ばなれをして上野動物園に通い一日中ゴリラを見ていたため、飼育課長に「あんなにゴリラの好きな人って生まれて初めて見ました」と評される。
1966年（昭和41年）、明治大学農学部入学と同時に日本演技アカデミー夜間部に入る。日本演技アカデミーと掛け持ちしているうちにそちらへ熱が入り一年で中退してアカデミーの昼間部に通う。翌年に卒業した。アカデミーを出た後、1967年にアカデミー時代の友人と劇団『シアター67』を結成するが一年後には解散。この頃していたアルバイトの時給は95円だった。ちょうどその頃、1967年（昭和42年）に『渥美清の泣いてたまるか』(TBS) でテレビ俳優としてデビューしている。

### 本格的に役者の道へ
1968年（昭和43年）、青年座俳優養成所に入り、1970年（昭和45年）に卒業し、青年座座員となる。同年の青年座7月公演『情痴』（作：西島大）で初舞台を踏んだ。この時少年Aを演じ、「テアトロ」に「西田敏行という俳優が面白い」と書かれた、西田はこの切り抜きを大切に持っていて、その記事を読んだ師匠の中台祥浩 (1928-1980) は西田に「こんごともおもしろい役者ということをお前の命題にしてやっていけ」といった、そのため西田は「いまでもうまい役者になりたいとは、思わない」という。1971年（昭和46年）の10月公演『写楽考』（作：矢代静一）では早くも主役に抜擢され大器の片鱗を見せた。その後は役者として不遇の日々を送るが、1976年（昭和51年）にレギュラー出演した『いごこち満点』と『三男三女婿一匹』（共にTBS）で注目を集め、森繁久彌のアドリブにも堂々と渡り合う硬軟自在で個性的な演技と、愛嬌のある顔立ちや体型で人気を獲得した。1977年（昭和52年）には『特捜最前線』（テレビ朝日）、1978年（昭和53年）には『西遊記』（日本テレビ）に重要な役でレギュラー出演した。さらに1980年（昭和55年）には『池中玄太80キロ』（日本テレビ）と『サンキュー先生』（テレビ朝日）で主演を務め、翌1981年（昭和56年）にもNHK大河ドラマ『おんな太閤記』で準主役を務めるなど、連続ドラマに出演した。
また、歌手活動も精力的に行い、1981年（昭和56年）4月に発売した『もしもピアノが弾けたなら』（『池中玄太80キロ』第2シリーズ主題歌）は大ヒットとなった。この頃の体重は81kgだった。なお、NHK紅白歌合戦（NHK総合・ラジオ第1）において、基本の4パターンである司会、歌手、審査員、応援（ナレーションを含めると5パターン）全てで出演経験があるのは西田のみである。素朴で飾り気のないキャラクターやトーク、アドリブの巧さ、コメディアン・エンターテイナーぶりはバラエティ番組やコント番組でも注目され、『みごろ!たべごろ!笑いごろ!』を始め、数多くの番組に出演し、その他司会など、演劇活動以外でもマルチな才能を発揮している。
1986年（昭和61年）、映画『植村直己物語』の主演を務めた。西田にとっては明大農学部の先輩で、映画公開の2年前の1984年2月にマッキンリーで消息を絶った冒険家・植村直己を演じた。この作品ではモンブラン（フランス）、エベレスト（ネパール、中国）、マッキンリー、北極など植村の足跡を追う5大陸ロケを敢行した。話題となったが、7か月に及ぶ長期ロケは過酷なもので西田は死を覚悟して臨んだ。「実際に大自然と対峙し、つくづく抗えないことがあるんだと痛感させられました。同時に、大自然の中に身を置いて芝居をするという経験が、僕に言葉にはならない、いろんなものを与えてくれたという意味で、エポックメーキングになった作品だと思います」と、自身にとって大きな転機となった作品だとしている。2年後の1988年6月公開の映画『敦煌』でも長期の現地ロケに参加した。一時は「極地俳優」の異名をとった。
1988年（昭和63年）から映画『釣りバカ日誌』シリーズに出演した。三國連太郎とのコンビで、最終の第20作（特別編2本を入れると22作）まで約22年に及ぶ長期シリーズとなり、自身の代表作の一つとなった。ちなみに西田の映画初出演作品は、三國主演の『襤褸の旗』（監督：吉村公三郎、足尾銅山鉱毒事件を題材にした作品、1974年）で、反体制派農民の一人、多々良治平という役だった。
1994年（平成6年）、東宝ミュージカル『屋根の上のバイオリン弾き』で森繁久彌、上條恒彦に次ぐ3代目テヴィエ役に抜擢され、その後7年にわたり出演した。

### さらなる活躍
2000年（平成12年）、『ネイチァリングスペシャル「風雪の聖地アンデス縦断4000キロ」- 西田敏行53歳　米大陸最高峰アコンカグアに挑む -」』（テレビ朝日、2001年5月28日放送）の収録のため、南米最高峰アコンカグア（標高 6,962メートル）登山に挑戦している。この当時、焼肉とビールをこよなく愛し、大食漢で大酒飲みでありながら、運動といえば数か月に1度のゴルフ程度の上、1日の喫煙量は80本以上のヘビースモーカーという生活で、体重は94kg。そのため中性脂肪が人並外れて高いなど身体的な不安材料を抱えながらも、8月からネパールでの高地トレーニングを開始した。11月上旬にアタックを開始したが、強風や低温など天候に恵まれず、スケジュール的に無理と判断し、高度6,830m地点で登頂を断念している。なお、『植村直己物語』の撮影以来、知己の関係である小西浩文を登山隊長に迎え、国内有数の登山家がサポーターとして同行した。
2001年（平成13年）、朝日放送テレビ『探偵!ナイトスクープ』の2代目局長に起用され、1月26日放送分から2019年11月22日放送分まで、約19年間にわたりレギュラー出演した（詳しくは後述の『探偵ナイトスクープ』参照）。初代局長・上岡龍太郎が2000年3月末で芸能界引退のため降板した（番組では4月放送分まで）。西田は番組からの熱心な打診を受け内諾していたものの、大河ドラマ『葵 徳川三代』の収録が完了するや上述のアコンカグア登山のスケジュールに追われており、その収録を終えなければ出演できない状況だった。そのため番組内では登場まで西田の名前を伏せ、局長席に「鋭意交渉中」の札を掛け続けて探偵、顧問が週替わりで進行役を務めた。局長としての初出演は日本への帰国直後、そのままABCホールに直行しての収録となり、ニットシャツにジーンズ、顔中に無精髭をたくわえたワイルドな出で立ちでの登場となった。
同年11月7日、首の骨が変形し、頸椎の神経が圧迫され、手足がしびれる「頸椎性脊髄症」を患い入院した。15日に神経圧迫部位を除去する手術を行い、翌月には退院・復帰している。
2003年（平成15年）3月3日夜、自宅で心筋梗塞のため倒れ緊急入院した。処置が早く、症状も安定していたため28日には退院している。この入院が原因で、紀伊國屋ホールで主演予定だった　青年座「乳房」市川森一：作の舞台を降板している。なお舞台は代役を立てて上演された。
上述の通り肉食中心の生活でヘビースモーカーだったが、入院中、吉永小百合から手紙をもらい、そこに書かれていた「タバコだけはやめてね、西やん」の言葉に一念発起し禁煙宣言した。また、体重も82kgまで減量した。復帰後のインタビューで「ここで死んだら遺作（のタイトル）が『ゲロッパ!』になるが、それだけは避けたかった」と、この時の出演映画の告知とユーモアを交えたコメントを述べ、全快をアピールしている。
2004年（平成16年）1月1日、前日をもって青年座を退団した。元青年座スタッフで、長年マネージャーを務めていた小林保男が設立したオフィスコバックに移籍した。これは自身の健康上のこととともに2001年10月18日、師事していた青年座元プロデューサーで青年座映画放送代表取締役の金井彰久（声優、かないみかの父）が65歳で死去 したことが契機となっている。
2008年（平成20年）11月、長年にわたる演劇界での業績が認められ、紫綬褒章を受章。
同年4月からNHKラジオ第1のラジオドラマ番組『新日曜名作座』に竹下景子とともに起用される。森繁久彌と加藤道子のコンビで50年にわたり放送された『日曜名作座』の番組スタイルを継承している。
2009年（平成21年）には里見浩太朗の後を受け、日本俳優連合第5代理事長に就任した。俳優の資質や地位の向上・権利問題などにも取り組んでいる。

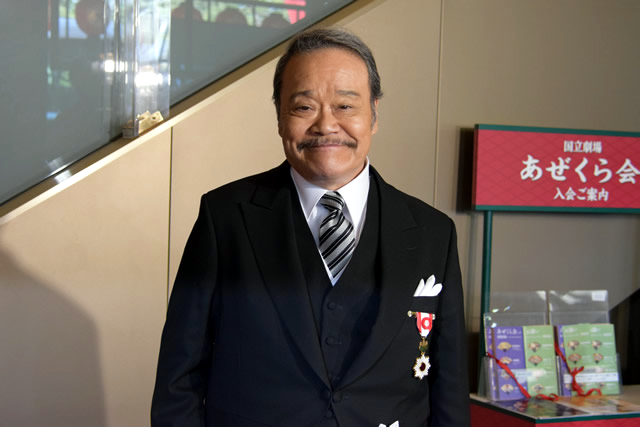
2018年5月11日、国立劇場での旭日小綬章伝達式にて

2010年（平成22年）3月、『釣りバカ日誌』シリーズで、22年の長きにわたり国民に笑いと感動を与え続け、日本映画界へ残した数々の功績を讃えられ、三國連太郎と共に第33回日本アカデミー賞会長功労賞を受賞した。
2011年（平成23年）3月11日、東日本大震災が発生し、出身地である福島県も甚大な被害を受けたことを受け、支援ライブへの出演 のほか、積極的な支援活動を行っている。震災以降、月に2 - 3回は単身、地元・郡山に戻り長期滞在する生活をしているという。
2012年（平成24年）3月15日、社団法人日本喜劇人協会主催の喜劇人大賞を受賞した。
2013年（平成25年）3月27日、『池中玄太80キロ』で恋人役で共演した坂口良子が57歳で死去した。西田は談話を発表し「早過ぎるよアッコ・・・池中玄太は号泣しています」と、ドラマ内での役名（暁子＝アッコ）で呼びかけ、その無念さを表した。また、4月14日には『釣りバカ日誌』シリーズでコンビを組んだ三國連太郎が急性呼吸不全で死去した。7月19日にグランドハイアット東京で営まれた「お別れの会」で西田は祭壇に“お別れの言葉”を述べ、故人を偲ぶとともに「実に見事な生涯でした」と、90年の生涯を称賛した。
2013年5月26日に東京競馬場で行われた第80回東京優駿（日本ダービー）で国歌「君が代」を独唱した。この日のレースでは武豊が騎乗した1番人気キズナが優勝しており、西田も単勝馬券を購入した。「第80回という記念すべき日本ダービーで東日本大震災の復興の合言葉である“絆”という名の馬に出合えたことは、私が被災地の福島出身でもあり、非常に縁を感じることができました。こんなにドラマチックな日本ダービーを体験したのは初めて」とコメントした。
2014年（平成26年）7月1日、9月12日から16日に開催した「第7回したまちコメディ映画祭in台東」でコメディ栄誉賞を受賞することと、リスペクト上映として第1作目の『釣りバカ日誌』の上映が決定した。
2016年（平成28年）2月1日、自宅ベッドから転落して首を痛め、「頸椎亜脱臼」と診断される。出演中のドラマ『家族ノカタチ』の撮影には参加を続けたが、12日に大阪の朝日放送で予定されていた『探偵!ナイトスクープ』の収録は、大事をとって欠席（3月4日・11日放送分）した。2月26日、収録に復帰した。4月19日、腰椎の一部を頸椎に移植する手術を受ける。手術後に胆のう炎を発症した。5月6日に予定されていた『探偵!ナイトスクープ』の収録を取りやめ、5月12日に胆のうの摘出手術を受けた。5月19日、『人生の楽園』のナレーションで仕事に復帰した。6月3日、『探偵!ナイトスクープ』の収録（6月24日、7月1日放送分）でテレビ画面への復帰を果たした。6月11日に退院。この際に入院などについて薬物使用疑惑などのデマが流れ、同年8月、所属事務所は警視庁赤坂警察署に被害届を提出、「違法な書き込みに対して、書き込みした人物を特定し、業務妨害及び名誉毀損を理由として、刑事、民事の責任追及を現在進めているところ」といった警告文を発表した。同年10月4日、ドラマ『ドクターX〜外科医・大門未知子〜』（第4シリーズ）の制作発表会見で、西田は「（2016年4月、5月に頸椎亜脱臼の手術と胆嚢炎の手術のため）入院についても、いろいろネットのニュースで書かれて、『シャブ隠しのために入院したらしいぞ』とまで言われた。私は“シャブ中”ではございませんので、一つよろしくお願いします」と、ネット中の噂話を明確に否定した。
2017年（平成29年）7月5日、警視庁赤坂署は実際には（前述の）薬物などの使用の事実はなく、書き込みは虚偽の内容だと判断し、偽計業務妨害容疑で男女3人を書類送検した。
2018年（平成30年）4月の春の叙勲で旭日小綬章を受章。同年7月30日、福島県が県民栄誉賞を贈ることを発表し、内堀雅雄知事は同年4月の旭日小綬章の受章が直接のきっかけになったと記者会見で語った。なお、表彰式は同年9月17日に福島県郡山市で行われた。
2019年（令和元年）11月22日放送分をもって19年間局長（司会者）を務めてきた関西の人気バラエティー番組・『探偵!ナイトスクープ』を卒業した。
2021年、『池中玄太80キロ』で競演した杉田かおると『ドクターX〜外科医・大門未知子〜』で再共演することでも話題となる。

### 死去
2024年（令和6年）10月17日、東京都世田谷区の自宅でベッドで冷たくなっているところを付き人により発見され、死亡が確認された。76歳没。同月8日の映画『劇場版ドクターX』の完成報告会見に出席しており、亡くなった当日も仕事の予定を入れていた。
遺体は即日警察に回送・検案され、結果を受けて18日に所属事務所がコメントを出し、死因は虚血性心疾患であることを明らかにした。
葬儀は同月23日、東京都内の寺院で執り行われた。戒名は「芸月院敏那覚優居士（げいげついんびんなかくゆうこじ）」。死没日付をもって日本国政府より従五位に叙された。
2024年12月16日、故郷の福島県郡山市より西田に『名誉市民』称号が贈与されることとなり、本件の関連条例および予算が同市議会で可決された。
2025年2月18日、増上寺光摂殿（東京都港区）に於いて「お別れの会」が執り行われ、会場では一般の参列者向けの献花台も設置された。

## エピソード

### 大河ドラマについて
NHK大河ドラマに数多く出演しており、初出演した『新・平家物語』（1972年）から、『鎌倉殿の13人』（2022年）まで、出演作品数は計14作にのぼり、『山河燃ゆ』（1984年）、『翔ぶが如く』（1990年）、『八代将軍吉宗』（1995年）、『葵 徳川三代』（2000年）の4作で主演を務めている。主演4回は64作（2025年現在）放送されている大河ドラマで最多になる。
歴代の徳川将軍家の人物を演じることが多く、『八代将軍吉宗』では徳川吉宗、『葵 徳川三代』では徳川秀忠、『功名が辻』（2006年）では徳川家康と、3名の徳川家将軍を演じている。特に『功名が辻』では家康を演じるにあたり、数多く残されている家康の肖像画などの姿により近づけるために、特殊メイクで福耳を施して演じた。また、『おんな太閤記』（1981年）では豊臣秀吉を演じ、西田の台詞「おかか」（正室・ねねの呼称）は当時の流行語になった。なお、大河ドラマで戦国三英傑のうち2人以上演じたのは西田が唯一である。
先述した『翔ぶが如く』に西郷隆盛役で出演を依頼された際に故郷（会津）の友人に相談したところ、「長州は駄目だが、薩摩なら大丈夫だ」と言われたので出演を引き受けたとのこと。なお、後に養父（西田家）が薩摩藩士の子孫であったことがNHK総合『ファミリーヒストリー』（2017年10月4日放送）で判明し、高祖父、祖父が薩英戦争や西南戦争に従軍していたことが分かった。また、『八重の桜』（2013年）に西郷頼母役で出演をし、両西郷を演じるのは日本テレビの年末時代劇で出演していた里見浩太朗に次いで2人目である。

### 松崎しげるとの親交
松崎しげると西田は売れ始める前（松崎24歳、西田26歳）からの飲み友達で、毎晩のように飲み歩いては、互いの愚痴を吐き出しながら、励まし合う仲だった。そんな中でも知り合いや先輩が経営する飲食店に顔を出してリクエストに応えて歌うと、無料で飲み食いさせてもらえるメリットがあった。そうした中で出来上がったのが「客の出す3つの『お題』を入れて即興で歌を作る」という、落語の三題噺のようなネタであった。松崎は元より、西田も歌唱力と音楽的センスがあったため、2人の即興デュエットは当時の六本木界隈では有名になった。その噂を聞きつけたTBSのスタッフが2人を進行役に起用したテレビ番組が『ハッスル銀座』（1975年）だった。この番組では、視聴者から寄せられるハガキのエピソードを元に即興で歌を作り、披露するコーナーが評判となった。この番組出演が契機となり、翌1976年には松崎は『愛のメモリー』がCMに起用され、スペインのマジョルカ音楽祭・最優秀歌唱賞を受賞する等注目され始め、西田はTBSのドラマ『三男三女婿一匹』への出演などを経て、その主役を喰うほどの演技力が高く評価される。さらに翌1977年には共にブレイクし、人気を不動のものにしていく。それ以降も柴俊夫や田中健、志垣太郎と共に五人会を結成するなど、親交は続き、生涯無二の親友同士であった。

### 田淵幸一との親交
プロ野球は福島県出身ということで東北楽天ゴールデンイーグルスファンクラブ名誉会員として名を連ねているが、自身は大の阪神タイガースファン（阪神ファン）である。2006年5月には、甲子園球場で行われた阪神対ヤクルト戦にて始球式を務めている。
1979年（昭和54年）にはいしいひさいち原作のアニメ映画『がんばれ!!タブチくん!!』で主人公のタブチくんの声を担当した。プロ野球・阪神タイガースのファンで、『がんばれ!!タブチくん!!』のタブチ役を演じたことから、映画のモデルである田淵幸一と今日まで長く親交を続け、西田が司会をしていた『探偵!ナイトスクープ』（後述）にも田淵との親交から田淵が顧問としてゲスト出演したことがあった。

### 『探偵!ナイトスクープ』
西田のバラエティーのレギュラー番組として最も代表的な番組が『探偵!ナイトスクープ』だった。ナイトスクープは関西の府県民的バラエティー番組であり、上岡龍太郎から引き継ぎ2001年1月26日放送分より2代目局長（司会者）に就任した。局長に就任以降は番組以外でも「局長」と呼ばれることが増えた。起用された理由は「同番組の大ファン」だったからである。上岡の時代よりも長く局長（司会者）を務めてきたが、肉体的な限界もあり2019年11月22日放送分を持って降板した。
また、同番組では関西弁交じりで話し、非常に涙もろい一面がうかがえ、大阪で移動にタクシーを利用すると、運転手に「なんであれで泣くの?」と聞かれることがあるという くらい、番組のカラーを変えたとされる。依頼内容に少しでも感動的な要素があると、ほぼもれなく涙を流していることについて、プロデューサーの松本修は「涙をウリにするのは桂小金治さん以来。小金治さんは噺家で泣かせるが、西田さんは名優。涙の値段が違う。」と評した。
西田が局長を退任してからも、番組のメンバーとは食事会やグループLINEなどでの交流が晩年まで続いた。

### その他のエピソード
イメージ的に「いい人」的な役回りが多いため、『白い巨塔』では金に物をいわせて根回しをする悪役を演じるにあたり、意地汚いイメージを出そうと西田の提案により、付け髭にカツラを着用して演じた（作中でカツラ着用者という設定）。製作発表の席で駄洒落交じりで、「私の役名は財前又一（またいち）ですので、財前ヌーとは読まないで下さい。」と、笑いを誘った。それから4年後には白い巨塔と同じ、山崎豊子原作の『華麗なる一族』に又一と比較して「いい人」である大川一郎役で出演している。この役は又一と同じく、主人公万俵鉄平（演：木村拓哉）の妻の父、いわゆる義父である。また、タクシーに乗るシーンで、共演者である勝村政信が顔バレしないか心配し気を遣ったが、西田がドライバーに「俳優の西田敏行です」と語ったことがある。
打ち上げなどでは、『即興ソング』以外にも旺盛なサービス精神と芸達者ぶりを披露し、周囲を笑いに巻き込んでいる。持ちネタとして、エルビス・プレスリーや丹波哲郎のものまねなどがあり、最近では「シャンソン風『与作』」（北島三郎の『与作』のカラオケに合わせて、でたらめなフランス語を駆使して「シャンソン風」に歌い上げる。シャンソン風なので、サビの部分は「与作」を「ピエール」に変え、語りかける、というもの）が『SMAP×SMAP』など、ゲスト出演したバラエティ番組で紹介されている。
学研の小学生向けに書かれた自伝で、自らの母について語っており、幼少期に風邪をひいて寝込んでいると、鼻が詰まり眠れずにいたら、母が西田少年の鼻に口を当てて、鼻水を吸い取ったエピソードを引用し、母親の偉大さとありがたみを子供たちに伝えた。
実現しなかった『男はつらいよ』第49作『寅次郎花へんろ』にマドンナ田中裕子の兄役での出演が予定されており、『虹をつかむ男』シリーズはそのことが縁で主演を務めた。また二代目寅さん役最有力候補とされていたこともある（渥美清の死去後すぐ報道された）。

### 東日本大震災に関して
東日本大震災の後に中畑清らとともに復興応援CMに出演していた。
2011年4月2日、故郷の福島県郡山市のスーパーを訪問し、県産の野菜やイチゴ、キュウリなどを試食して安全性のアピールにひと役買った。このとき涙に目を潤ませながら、「美しい福島を汚したのは誰だ！誰が福島をこんなにしたんだ！本当に本当に腹が立つ。福島はどんなことがあっても負けねぇぞ！」と絶叫した。4日には早朝からTBS系『みのもんたの朝ズバッ！』に生出演し、福島第1原発事故の影響で、福島県産の牛肉について不安を煽るような不確定な発表が行われ、撤回・修正された。これには、「あきれて物が言えないですよ。風評被害というのは、一度立っちゃうと、払拭するまでものすごい時間がかかっちゃう」と怒りをあらわにした。同じ日の朝日新聞朝刊では、「我慢強い人が多い福島ですけど、今度だけは、ね。東京電力や原発を進めてきた政治家たちに怒りの声を張り上げたい」と心境を寄せた。また、2019年には当時『探偵!ナイトスクープ』で共演していたカンニング竹山の著書『福島のことなんて、誰もしらねぇじゃねえかよ!』の第9章に登場して対談を行っており、その中でも福島県産の農作物などの不買運動を始めとした風評被害に対する悔しさを滲ませ、東京の飲食店で酒を飲んでいた際に、「福島の女は嫁にもらえない」などと隣の席に座っていた男性数人が大声で発言していたのを目撃し、西田がその場でこの不適切な発言をした彼らに対して激怒したというエピソードを明かしている。これを知った竹山は「えーっ、あの温厚な局長が、ですか?」と驚いていた。
2011年6月14日、東京都内で行われた東日本大震災被災者支援発表会見に出席した。NPOふるさと回帰支援センターの主催で岩手、宮城、福島3県の被災者に向けた他県への移住支援を発表した。福島県出身の西田は「原発の反対は現実的でないと言われてきたが、もろくも事故を引き起こした」と憤慨した。宮城県出身の菅原文太も「原発の是非を問う国民投票をすべき。菅首相も最後に大きな仕事になる。ドイツもイタリアも脱原発を決めた。良い意味の三国同盟をつくってほしい」と訴え、2人とも「原発はNO！」と語った。
東日本大震災・原子力災害伝承館（2020年開館）の解説映像でナレーションを務めた。

### 政治に関して
「団塊世代の役者としてケジメのつけ方がある」「役者も政治的にならなければ」 などと自らの政治信条を度々述べる事がある。後述の通りリベラル色が強い政治信条であったが、長年の友人であった武田鉄矢や、『探偵!ナイトスクープ』の構成作家を務めていた百田尚樹、探偵のカンニング竹山、顧問を務めた桂ざこばなど、保守的姿勢の人物とも交流や共演が多かった。西田の逝去時には先述した武田、百田、竹山や『あすなろ三三七拍子』で共演したほんこんも追悼のコメントを行った。
映画『ゲロッパ!』や『釣りバカ日誌19 ようこそ!鈴木建設御一行様』などで共演していた元俳優でれいわ新選組代表の山本太郎とは、山本が政治家に転身した後も交流は続いていた。Xで西田を追悼した際にその旨を明かしている。ただし、山本は西田と異なり福島県産の食品への風評被害を増幅させるような発言を行っていたこともあり、コメント欄では「亡くなられた西田敏行さんを選挙に利用してんじゃねえよ」などといった批判が殺到した。

### 反戦平和
戦争に反対する思いは母の影響が大きく、「戦争は絶対してはいけない、という思いは母から受け継いだ僕の信条」「子供の頃から、母はよく、日本が二度と戦争をしちゃ駄目よ、あなたが兵隊に行くような事があったら絶対嫌だって、ずっと目を潤ませていつも言ってたんだ」「戦争というものは勝者も敗者も何も得るものはないんだという彼女の言葉は強く響いている」と述べている。
1960年代、明治大学在学中には学生運動に参加し「後世を戒めるべく、偽札製造や生物化学兵器開発などに携わっていた登戸研究所の跡地を、日本が侵略戦争をした証拠として保存せよ」と要求した。後には明治大学平和教育登戸研究所資料館の開設に繋がる。
「日本に二度と戦争をさせないためには、より多くの国民に本当の歴史を知り過去に犯した過ちを反省してもらわねばならない」という考えの持ち主で、山田洋次、黒柳徹子、森村誠一らと共に、写真・実物・戦争体験者による証言などで731と100細菌部隊、南京大虐殺、従軍慰安婦問題など日本による侵略戦争での暴行を暴く「平和のための戦争展」（日本中国友好協会主催）の呼びかけ人を務めている。
戦争の放棄・戦力の不保持・交戦権の否認が規定されている日本国憲法第9条については「憲法9条は絶対守るべきだ」と筋金入りの護憲派の姿勢を示していると同時に「平和を願うこんな美しい条文は他の国にはない」と礼賛した。また、軍国主義とその象徴になっている靖国神社に対しては批判発言をしている。
『しんぶん赤旗日曜版』創刊55周年にはお祝いのメッセージを寄せ「『赤旗』日曜版には、日本が二度と戦争をする事がないよう、ますます頑張ってほしい」と激励。
「日本は平和ボケしてる、って声を時々聞くけど、なんで緊張を強いるんだろう。平和なら、ぼけててもいいんじゃないの」とも発言。

#### 中国側の評価
2024年10月23日、中国慰安婦問題研究センター主任の蘇智良及び慰安婦問題をテーマとした記録映画『三十二』『二十二』の監督の郭柯が名を連ねて「（前略）日本国民に対し、歴史の真実を知り、過去の過ちを反省し、悲劇の再発を防ぐよう呼びかけてきた西田敏行氏。その半世紀以上に亘り反戦事業に捧げた不断の努力と重要な貢献は、歴史に対する深い認識と高い尊重、平和への切実な憧憬と確固たる追求を余すところなく示している。我々は心から賞賛の意を表する。（中略）記録映画『三十二』『二十二』の日本初自主上映会をもって西田敏行氏の御霊に謹んで報告するとともに、自国の歴史問題に対し一貫して誠実かつ率直な態度で臨んだ氏の良心、節操、そして勇気に対し、深甚なる敬意と感謝を捧げる。」と追悼。

### 中国との交流
中国との因縁も交流も深い。
実父が「何事にも動じず素早く行動してほしい」と付けた名前の「敏行」は「君子は言に訥にして行ないに敏ならんと欲す」という『論語』里仁編の言葉に因んだもの。
猪八戒役を好演したことで大ブレークを果たした『西遊記』も人生初の日本アカデミー賞最優秀主演男優賞を受賞した『敦煌』も中国に繋がりの深い作品だったこと、そして、『日中国交回復15周年記念 中国大秘境 世界初公開！〜幻の西域〜パンダと西遊記の里』の中国取材や『敦煌』の中国ロケをきっかけに、中国で多くの人々と触れ合い、交流を深めたことから、中国との縁を大切にしていこうと志を立て、1987年に日本中国文化交流協会（日中友好七団体の一つ）に入会。以来30数年間、同協会の会員同士の仲間たちと共に、日本国民に向けて中国文化を体験する機会を提供する各種イベント（東京国際映画祭の「中国映画週間」企画、チャイナフェスティバルなど）を開設・開催・支援し続けている。また、汶川大地震、コロナ禍など災害が中国に襲いかかった際にも、駐日中国大使館を通じて義援金を寄付している。
日中友好を提唱。日中国交正常化に特別な思いを抱えており、これを実現した田中角栄に対しては「ノーベル平和賞を受賞してもよかったのに」と高く評価している（後述の「田中角栄を演じたい」参照）。
反戦平和主義者で対中友好人士として中国のファンから敬愛され、「敏々（ミンミン）」という愛称で呼ばれている。
2016年2月中旬、西田が怪我で頸椎亜脱臼したことが報道された同日、中国のファンからは1000通以上のお見舞いメッセージが西田の所属事務所に届いた。また、同年2月27日、中国の国営テレビ局であるCCTVはその映画専門チャンネルの『影人1+1』という番組で「我々中国人民の古き良き友人・西田敏行さんへのお見舞い」として『釣りバカ日誌』19、20を2本連続放送した。
毎年、春節（中国旧暦新年）の挨拶を送り、映画・テレビ業界における日中の交流・協力を深め両国の人々の心を繋げる作品を多く作るよう呼びかけたりしている。
中国外務省は2024年10月に西田が死去したことが伝えられた翌日の記者会見において、同省報道官の毛寧が「両国人民の友好的な感情増進のために貢献した」と述べ、哀悼の意を示した。ちなみに、2014年に死去した高倉健以来、中国外務省が亡くなった日本人俳優に弔意を表するのはこれで10年ぶり。
生前に長きに亘り反戦平和及び日中の文化芸術の交流に寄与してきた功績を称えられ、2024年12月27日に開催された第9回「孔子賞」（世界孔子協会・世界孔子基金会など主催）授賞式で「孔子平和芸術賞」を追贈された。

### 田中角栄を演じたい
全日本空輸機内誌『翼の王国』2007年8月号でのインタビュー、2016年10月に出版された自伝『役者人生、泣き笑い』、2016年12月8日に放送された『徹子の部屋』、2016年12月12日に放送された『伊集院光とらじおと』、2017年1月8日号の『朝日新聞』、2017年3月26日に放送された『橋幸夫の地球楽団』などで、「これからは、機会さえあれば、ぜひ田中角栄元総理を演じてみたい」と度々述べている。田中の魅力については「人としても政治家としても、清濁併せのんだ魅力がある。あの風貌と香具師（やし）のような声。人たらしの才。でも、ヒーローでもヒールでもなく、普通のオヤジが『角栄』を演じ切ったのかもしれないとも思うんです」「日本人って、あの手のおやじに一種の憧憬（しょうけい）の気持ちを持ってますよね。清廉なおやじもいいけど、清濁併せのむようなおやじに引かれる。角栄さんを功罪合わせて演じてみたい」と語っていた。
様々な事情や西田の逝去によって田中を演じることは叶わなかったものの、西田は1年前の2023年にもプライベートで先述と同様の発言を行っており、「（田中の紆余曲折な半生を思想など関係なく）それをね、役者としてそれを、やりてぇんだよな、どうしてもなー。なかなか難しいらしいんだよな、でも」と語っていたことが、カンニング竹山のコメントによって明かされている。
また、「沖縄返還で佐藤栄作元首相がノーベル平和賞をもらったけど、日中国交回復をなしとげた角栄さんが受賞してもよかったのに、と僕は思ってます」、「中国のトップレベルの俳優に周恩来役をやってもらって」、「日中国交回復で周恩来と体当たりでマオタイ酒を交わした名場面を演じてみたいのです」、「日中の国交が回復した際の周恩来とのやりとりだけを抽出して2時間ぐらいのドラマにしても面白いななんて思っています」と度々述べている。

## 出演

### テレビドラマ
太字は主演作品
- 渥美清の泣いてたまるか（1967年、TBS）
- ありがとう 第1シリーズ 第10話（1970年、TBS） - 青年 役
- 大河ドラマ（NHK総合）
  - 新・平家物語（1972年） - 北条義時、横山相模介 役[注釈 7]
  - 国盗り物語（1973年） - 弥八 役
  - 花神（1977年） - 山県狂介 役
  - おんな太閤記（1981年） - 豊臣秀吉 役
  - 山河燃ゆ（1984年） - 天羽忠 役
  - 武田信玄（1988年） - 山本勘助 役
  - 翔ぶが如く（1990年） - 西郷隆盛 役
  - 八代将軍吉宗（1995年） - 徳川吉宗 役
  - 葵 徳川三代[100]（2000年） - 徳川秀忠 役
  - 武蔵 MUSASHI（2003年） - 内山半兵衛 役
  - 功名が辻（2006年） - 徳川家康 役
  - 八重の桜（2013年） - 西郷頼母 役
  - 西郷どん（2018年） - ナレーション / 西郷菊次郎[101] 役
  - 鎌倉殿の13人（2022年） - 後白河法皇 役[102]
- ポーラテレビ小説（TBS）
  - 原生花園 アンラコロの歌（1972年） - 浩郎助 役
  - 絹の家（1976年） - 南道 役
- 連続テレビ小説（NHK総合）
  - 北の家族（1973年） - 島田源太郎 役
  - チョッちゃん（1987年4月 - 10月） - ナレーション
  - 瞳（2008年4月 - 9月） - 一本木勝太郎 役
- 私という他人（1974年1月18日 - 4月12日、TBS）
- 科学捜査官 第20話「残された足跡」（1974年、KTV）
- 白い滑走路（1974年、TBS） - 森田邦彦 役
- ふりむくな鶴吉（1974年、NHK総合） - 寅吉 役
- あんたがたどこさ 第2シリーズ（1975年、TBS）
- 新・坊っちゃん（1975年、NHK総合） - 山嵐 役
- いごこち満点（1976年、TBS） - 杉本久右エ門 役
- 三男三女婿一匹（1976年、TBS） - 野中和之 役
- 高原へいらっしゃい 第5話（1976年、TBS）
- 特捜最前線（1977年 - 1979年、テレビ朝日） - 高杉陽三刑事 役
- 西遊記（1978年、日本テレビ） - 猪八戒 役
- 雲を翔びこせ（1978年、TBS） - 渋沢栄一 役
- 熱愛一家・LOVE（1979年、TBS） - 大門孝太郎 役
- 風の隼人（1979年、NHK総合） - 益満休之助 役
- あめりか物語（1979年、NHK総合） - 熊谷武平 役
- 幸せの陽だまり（1979年、NHK総合）[103]
- 池中玄太80キロ（1980年4月 - 6月、日本テレビ） - 池中玄太 役
  - 池中玄太80キロ パートII（1981年4月 - 8月）
  - 池中玄太80キロ  ビッグスペシャル（1982年4月3日）
  - 池中玄太80キロスペシャル 鳥の詩 力強く飛ぶんだゾ（1986年10月11日）
  - 池中玄太80キロ パートIII（1989年4月 - 5月）
  - 池中玄太83キロ さよならスペシャル（1992年10月6日）
- 港町純情シネマ（1980年4月 - 7月、TBS） - 猿田禄郎 役
- 一人来い二人来いみんな来い（1980年9月 - 1981年1月、TBS） - 金子三郎 役
- サンキュー先生（1980年9月 - 1981年3月、テレビ朝日） - 石松鈍器 役
- ザ・スペシャル 青春の昭和史Ⅱ三十秒の狙撃兵（1979年12月20日、テレビ朝日） - 西村芳之 役
- ダウンタウン物語（1981年1月 - 4月、日本テレビ）
- 淋しいのはお前だけじゃない（1982年6月4日 - 8月27日、TBS） - 沼田薫 役
- 夏の王様（1982年10月6日、日本テレビ「開局30周年記念ミュージカル・ドラマ」） - 奈良充太 役[104]
- 明石貫平35才（1983年4月30日 - 7月23日、日本テレビ） - 明石貫平 役
- 外科医 城戸修平 第12話「アラシを呼ぶ男」（1983年7月26日、TBS）
- 死刑執行四十八時間（1984年10月4日、読売テレビ制作・日本テレビ「木曜ゴールデンドラマ」）[105]
- 名門私立女子高校（1984年11月2日 - 1985年1月25日、日本テレビ） - 渋木連太郎 役
- 忍の一字（1985年3月23日、NHK総合） - 高田兵助 役[106]
- 年末時代劇スペシャル（日本テレビ）
  - 忠臣蔵（1985年） - 垣見五郎兵衛 役
  - 白虎隊（1986年） - 萱野権兵衛 役
- 西田敏行の泣いてたまるか（1986年10月 - 1987年1月、TBS）
- 女は遊べ物語・戦国亭主操縦法（1987年10月15日、名古屋テレビ） - 伊藤 / 伊藤七蔵 役（二役）[107]
- 愛に燃える戦国の女－豊臣家の人々より－（1988年4月2日、TBS） - 羽柴秀吉 役
- オトコだろッ!（1988年7月 - 9月、フジテレビ） - 中嶋一郎太 役
- 猫、ふんじゃッた!（1988年10月 - 1989年2月、日本テレビ）
- 翔んでる!平賀源内（1989年5月 - 9月、TBS「ナショナル劇場」） - 平賀源内 役
- 社長さんは脱獄囚（1989年12月4日、TBS「月曜ドラマスペシャル」） - 主演
- 女相撲（1991年10月7日、TBS「月曜ドラマスペシャル」） - 主演
- ハッケョイ! うっちゃり幸太郎（1992年8月24日、TBS「月曜ドラマスペシャル」） - 主演
- いつも心に太陽を（1994年1月 - 3月、TBS「金曜ドラマ」） - 福田裕次郎 役
- 遠山金志郎美容室（1994年7月 - 9月、日本テレビ） - 遠山金志郎 役
- 今夜もテレビで眠れない（1995年5月8日、TBS「月曜ドラマスペシャル」） - 主演（役所広司と山﨑努と共同主演）
- 竜馬がゆく（1997年1月1日、TBS） - 勝海舟 役
- 大追跡! 江戸〜上州〜みちのく〜四国（1997年5月6日、朝日放送「大型時代劇スペシャル」） - 瓢六 役
- 織田信長 天下を取ったバカ（1998年3月25日、TBS） - 斎藤道三 役
- 刑事クマさん（1998年5月25日、TBS「月曜ドラマスペシャル」） - 主演・熊谷吾一 役
- 烏鯉（からすごい）（1998年10月5日、TBS） - 小浜正造 役[108]
- けろりの道頓 秀吉と女を争った男（1999年1月2日、関西テレビ・フジテレビ） - 安井道頓 役
- 発見! 周恩来の東京滞在日記　隣人の肖像（1999年10月3日、テレビ東京） - 語り[109]
- 輝ける瞬間（とき）　コンバットカメラマン沢田教一の愛と青春！　愛しい人よ！僕は戦場へ行く!!夢に生き愛に生き、ベトナムで鮮烈に散った生涯！（1999年12月15日、テレビ朝日） - 杉本 役
- 告知 最愛の妻の末期ガンから死…（1999年12月17日、フジテレビ） - 熊沢健一 役[110]
- 新春ワイド時代劇（テレビ東京）
  - 宮本武蔵（2001年） - 沢庵 役
  - 天下騒乱〜徳川三代の陰謀（2006年） - 土井利勝 役
  - 徳川風雲録 八代将軍吉宗（2008年） - 紀伊国屋文左衛門 役
  - 戦国疾風伝 二人の軍師 秀吉に天下を獲らせた男たち（2011年） - 豊臣秀吉 役
  - 影武者 徳川家康（2014年） - 世良田二郎三郎 / 徳川家康 役（二役）
- がんばらない（2001年11月19日、TBS） - 太田章 役[111]
  - がんばらないII（2004年9月15日）[112]
- おらが春～小林一茶（2002年1月1日、NHK正月時代劇） - 小林一茶 役[113]
- サスペンス喜劇 瓜二つ（2002年2月25日、北海道放送制作・TBS「山田洋次ドラマ特別企画」） - 瓜生辰 / 赤野太人 役[114]
- 明智小五郎対怪人二十面相（2002年8月27日、TBS） - 蛭田博士 役（特別出演）
- 春が来た（2002年9月 - 11月、NHK総合） - 次郎兵衛（月形小介） 役[115]
- すっから母さん（2003年4月 - 9月、テレビ東京） - てる子 役
- ラブ・レター（2003年6月18日、テレビ東京） - 高野吾郎 役
- 白い巨塔（2003年10月9日 - 2004年3月18日、フジテレビ「木曜劇場」） - 財前又一 役
- 離婚旅行（2003年10月13日、TBS） - 波多野浩一 役
- 川、いつか海へ 6つの愛の物語（2003年12月、NHK総合） - 矢島忠 役
- ジイジ〜孫といた夏〜（2004年8月 - 9月、NHK総合「月曜ドラマシリーズ」） - 片岡英吉 役
  - ジイジ2〜孫といた夏〜（2005年7月 - 8月、NHK総合「月曜劇場」）
- タイガー&ドラゴン（2005年1月9日、2005年4月15日 - 6月24日、TBS） - 林屋亭どん兵衛（谷中正吉） 役
- 美空ひばり誕生物語〜おでことおでこがぶつかって〜（2005年5月29日、TBS） - サトウハチロー 役
- 広島 昭和20年8月6日（2005年8月29日、TBS） - 矢島年明 役
- 特命!刑事どん亀（2006年4月 - 7月、TBS「ナショナル劇場」） - 亀田呑 役
- マグロ（2007年1月4日・5日、テレビ朝日） - 福原元次 役
- 浅草ふくまる旅館（2007年1月 - 3月・10月 - 12月、TBS「ナショナル劇場」） - 福丸大吉 役
- 華麗なる一族（2007年1月 - 3月、TBS「日曜劇場」） - 大川一郎 役
- 王様の心臓〜リア王より〜（2007年4月6日、日本テレビ） - 刈谷一 役
- ひまわり〜夏目雅子27年の生涯と母の愛〜（2007年9月16日） - インタビュー出演
- あの戦争は何だったのか 日米開戦と東條英機（2008年12月24日、TBS） - 徳富蘇峰 役
- こちら葛飾区亀有公園前派出所（2009年8月29日、TBS） - 御所河原金吾郎之助佐ヱ門太郎 役
- 父よ、あなたはえらかった〜1969年のオヤジと僕（2009年11月16日、TBS） - 小野寺利一 役
- スペシャルドラマ「坂の上の雲」（2009年 - 2011年、NHK総合） - 高橋是清 役
- テレビ東京開局45周年ドラマスペシャル「シューシャインボーイ」（2010年3月24日、テレビ東京） - 鈴木一郎 役
- 世にも奇妙な物語 20周年スペシャル・春 〜人気番組競演編〜「まる子と会える町」（2010年4月4日、フジテレビ） - 楠本一郎 役
- 忠臣蔵〜その男、大石内蔵助（2010年12月25日、テレビ朝日） - 吉良義央 役
- わが家の歴史（2010年4月9日 - 11日、フジテレビ開局50周年企画） - 八女時次郎 役
- うぬぼれ刑事（2010年7月 - 9月、TBS） - 葉造 役
- TAROの塔（2011年2月 - 3月、NHK総合） - 堀口茂治 役
- BOSS 2ndシーズン（2011年4月 - 7月、フジテレビ） - 黒原健蔵 役
- 最後の晩餐 〜刑事・遠野一行と七人の容疑者〜（2011年5月14日、テレビ朝日） - 三条大作 役
- ステキな隠し撮り 完全無欠のコンシェルジュ（2011年11月5日、フジテレビ） - 会社員 役
- 蝶々さん〜最後の武士の娘〜（2011年11月19日・26日、NHK総合） - 帯谷宗七 役
- 悪女について（2012年4月30日、TBS） - 友保清次郎 役
- ゴーイング マイ ホーム（2012年10月 - 12月、関西テレビ） - 鳥居治 役
- ドクターX〜外科医・大門未知子シリーズ（テレビ朝日） - 蛭間重勝（蛭間十一郎） 役
  - ドクターX〜外科医・大門未知子〜 第2シリーズ（2013年10月 - 12月）
  - ドクターX〜外科医・大門未知子〜 第3シリーズ（2014年10月 - 12月）
  - ドクターX〜外科医・大門未知子〜 スペシャル（2016年7月3日）[116]
  - ドクターX〜外科医・大門未知子〜 第4シリーズ（2016年10月 - 12月）[116]
  - ドクターX〜外科医・大門未知子〜 第5シリーズ（2017年10月 - 12月）
  - ドクターY〜外科医・加地秀樹〜 第4弾（2019年10月6日）
  - ドクターX〜外科医・大門未知子〜 第6シリーズ（2019年10月 - 12月）
  - ドクターX〜外科医・大門未知子〜 第7シリーズ（2021年10月 - 12月）
  - ドクターY〜外科医・加地秀樹〜 第7弾（2024年11月30日）[117] ※テレビドラマ遺作
- 女信長（2013年4月5日・6日、フジテレビ） - 織田信秀 役
- いねむり先生（2013年9月15日、テレビ朝日） - 色川武大 役
- 宮本武蔵（2014年3月15日・16日、テレビ朝日開局55周年記念） - 住持日観 役
- TEAM -警視庁特別犯罪捜査本部-（2014年4月 - 6月、テレビ朝日） - 谷中寿也 役
- あすなろ三三七拍子（2014年7月 - 9月、フジテレビ） - 荒川剛 役
- おやじの背中 第3話（2014年7月27日、TBS） - 小泉金次郎 役
- アウトバーン マル暴の女刑事・八神瑛子（2014年8月9日、フジテレビ） - 千波章吾 役
- 東京にオリンピックを呼んだ男（2014年10月11日、フジテレビ） - 田畑政治 役
- 信長協奏曲（2014年10月 - 12月、フジテレビ） - 斎藤道三 役
- オリエント急行殺人事件（2015年1月11日 - 12日、フジテレビ開局55周年特別企画） - 三木武一 役
- 大使閣下の料理人（2015年1月3日、フジテレビ新春ドラマスペシャル） - 倉木和也 役
- アイムホーム（2015年4月 - 6月、テレビ朝日） - 小机幸男 役
- 民王（2015年7月 - 9月、テレビ朝日） - 城山和彦 役
- 釣りバカ日誌〜新入社員 浜崎伝助〜（2015年10月 - 12月、テレビ東京） - 鈴木一之助 役[118]
  - 釣りバカ日誌〜新入社員 浜崎伝助〜 スペシャル（2017年1月2日）
  - 釣りバカ日誌 Season2〜新米社員 浜崎伝助〜（2017年4月21日 - 6月16日）[119]
  - 釣りバカ日誌 新米社員 浜崎伝助 瀬戸内海で大漁！結婚式大パニック編（2019年1月）[120]
- ドラマスペシャル 家政婦は見た! 第2作（2015年12月5日、テレビ朝日） - 岩倉寿三郎 役
- 家族ノカタチ（2016年1月 - 3月、TBS） - 永里陽三 役[121]
- モンタージュ 三億円事件奇譚（2016年6月25・26日、フジテレビ） - 沢田慎之介 役[122]
- 浅田次郎ドラマスペシャル 琥珀（2017年9月15日、テレビ東京） - 米田勝己 役
- パディントン発4時50分〜寝台特急殺人事件〜（2018年3月24日、テレビ朝日） - 富沢信介 役
- Missデビル 人事の悪魔・椿眞子（2018年4月14日 - 6月16日、日本テレビ） - 喜多村完治 役
- 天才バカボン3（2018年5月4日、日本テレビ） - 紙一重 役
- 日経ドラマスペシャル 琥珀の夢（2018年10月5日、テレビ東京） - 小南理助 役[123]
- 必殺仕事人2019（2019年3月10日、朝日放送テレビ・テレビ朝日） - 上総屋清右ヱ門 役
- サイン -法医学者 柚木貴志の事件-（2019年7月11日 - 9月12日、テレビ朝日） - 兵藤邦昭 役[124]
- 俺の家の話（2021年1月22日 - 3月26日、TBS） - 観山寿三郎 役[125]
- 連続ドラマW フィクサー Season1（2023年4月23日 - 5月21日、WOWOW） - 本郷吾一 役[126][127]
  - フィクサー Season2（2023年7月9日 - 8月6日）[128]
- さよならマエストロ〜父と私のアパッシオナート〜（2024年1月14日 - 3月17日、TBS） - 小村二朗 役[129]
- 終りに見た街（2024年9月21日、テレビ朝日） - 農夫 役[130]

### 映画
- 沖田総司（1974年、監督：出目昌伸） - 永倉新八 役
- 襤褸の旗（1974年、監督：吉村公三郎） - 多々良治平 役
- 狭山裁判（1976年） - 市川 役
- はなれ瞽女おりん（1977年） - 助太郎 役
- 白昼の死角（1979年） - 西田 役
- 悪魔が来りて笛を吹く（1979年、監督：斎藤光正） - 主演・金田一耕助 役
- 太陽を盗んだ男（1979年）
- 北斎漫画（1981年、監督：新藤兼人） - 佐七（曲亭馬琴） 役
- 刑事物語（1982年）
- ロケーション（1984年、監督：森﨑東） - 主演・小田辺子之助 役
- 天国の駅 HEAVEN STATION（1984年、監督：出目昌伸） - 田川一雄 役
- 植村直己物語（1986年、監督：佐藤純彌） - 主演・植村直己 役
- 敦煌（1988年、監督：佐藤純彌） - 主演・朱王礼 役
- 釣りバカ日誌シリーズ - 主演・浜崎伝助 役
  - 釣りバカ日誌（1988年、シリーズ1作目）
  - 釣りバカ日誌2（1989年）
  - 釣りバカ日誌3（1990年）
  - 釣りバカ日誌4（1991年）
  - 釣りバカ日誌5（1992年）
  - 男はつらいよ 寅次郎の縁談（1993年）※ 釣り人（浜崎伝助）役で友情出演
  - 釣りバカ日誌6（1993年）
  - 釣りバカ日誌スペシャル（1994年）
  - 釣りバカ日誌7（1994年）
  - 釣りバカ日誌8（1996年）
  - 釣りバカ日誌9（1997年）
  - 釣りバカ日誌10（1998年）
  - 花のお江戸の釣りバカ日誌（1998年）
  - 釣りバカ日誌イレブン（2000年）
  - 釣りバカ日誌12 史上最大の有給休暇（2001年）
  - 釣りバカ日誌13 ハマちゃん危機一髪!（2002年）
  - 釣りバカ日誌14 お遍路大パニック!（2003年）
  - 釣りバカ日誌15 ハマちゃんに明日はない!?（2004年）
  - 釣りバカ日誌16 浜崎は今日もダメだった♪♪（2005年）
  - 釣りバカ日誌17 あとは能登なれハマとなれ!（2006年）
  - 釣りバカ日誌18 ハマちゃんスーさん瀬戸の約束（2007年）
  - 釣りバカ日誌19 ようこそ!鈴木建設御一行様（2008年）
  - 釣りバカ日誌20 ファイナル（2009年）
- 寒椿（1992年、監督：降旗康男） - 主演・富田岩伍 役
- おろしや国酔夢譚（1992年、監督：佐藤純彌） - 庄蔵 役
- 天国の大罪（1992年、監督：舛田利雄） - 黄亢虎 役
- 学校（1993年、監督：山田洋次） - 主演・黒井先生 役
- 学校II（1996年、監督：山田洋次） - 主演・青山竜平 役
- 虹をつかむ男（1996年、監督：山田洋次） - 主演・白銀活男 役
- 虹をつかむ男 南国奮斗篇（1997年、監督：山田洋次） - 主演・銀活男 役
- 陽はまた昇る（2002年、監督：佐々部清） - 主演・加賀谷静男 役（渡辺謙とダブル主演）
- ゲロッパ!（2003年、監督：井筒和幸） - 主演・羽原大介 役
- 半落ち（2003年、監督：佐々部清） - 小国鼎 役
- 四日間の奇蹟（2005年、監督：佐々部清） - 倉野順次 役
- THE 有頂天ホテル（2006年、監督：三谷幸喜） - 徳川膳武 役
- 椿山課長の七日間（2006年、監督：河野圭太） - 主演・椿山和昭 役
- ゲゲゲの鬼太郎（2007年、監督：本木克英） - 輪入道 役
- 憑神（2007年、監督：降旗康男） - 伊勢屋 役
- 自虐の詩（2007年、監督：堤幸彦） - 森田家康 役
- 陰日向に咲く（2008年、監督：平川雄一朗） - モーゼ 役
- 相棒 -劇場版- 絶体絶命! 42.195km 東京ビッグシティマラソン（2008年） - 木佐原芳信 役
- 丘を越えて（2008年、監督：高橋伴明） - 主演・菊池寛 役
- ザ・マジックアワー（2008年、監督：三谷幸喜） - 天塩幸之助 役
- ラーメンガール（2009年、監督：ロバート・アラン・アッカーマン） - マエズミ 役
- 旭山動物園物語 ペンギンが空をとぶ（2009年、監督：マキノ雅彦） - 主演・滝沢寛治（園長） 役
- 火天の城（2009年、監督：田中光敏） - 主演・岡部又右衛門 役
- SPACE BATTLESHIP ヤマト（2010年、監督：山崎貴） - 徳川彦左衛門 役
- 星守る犬（2011年、監督：瀧本智行） - 主演・おとうさん 役
- 探偵はBARにいる（2011年、監督：橋本一） - 霧島敏夫 役
- はやぶさ/HAYABUSA（2011年、監督：堤幸彦） - 的場泰弘 役
- ステキな金縛り（2011年、監督：三谷幸喜） - 主演・更科六兵衛 役（深津絵里とダブル主演）
- アウトレイジ ビヨンド（2012年、監督：北野武） - 西野一雄 役
- 黄金を抱いて翔べ（2012年、監督：井筒和幸） - ジイちゃん（斉藤順三） 役
- 大奥〜永遠〜［右衛門佐・綱吉篇］（2012年、監督：金子文紀） - 桂昌院 役
- 清須会議（2013年、監督：三谷幸喜） - 更科六兵衛 役
- 遺体 明日への十日間（2013年、監督：君塚良一） - 主演・相葉常夫 役
- 終戦のエンペラー（2013年、監督：ピーター・ウェーバー） - 鹿島大将 役
- キタキツネ物語〜明日へ（2013年、監督：三村順一） - ナレーター
- 武士の献立（2013年、監督：朝原雄三） - 舟木伝内 役
- あさひるばん（2013年、監督：やまさき十三） - 阪元雷蔵 役[131]
- マエストロ!（2015年、監督：小林聖太郎） - 天道 役
- ジヌよさらば〜かむろば村へ〜（2015年、監督：松尾スズキ） - 神様（なかぬっさん） 役
- ラブ&ピース（2015年6月27日、監督：園子温） - 謎の老人 役
- ギャラクシー街道（2015年10月24日、監督：三谷幸喜） - 堂本博士 役[132]
- 人生の約束（2016年1月9日、監督：石橋冠） - 西村玄太郎 役[133]
- ナミヤ雑貨店の奇蹟（2017年9月23日、監督：廣木隆一） - 浪矢雄治 役
- アウトレイジ 最終章（2017年10月7日、監督：北野武） - 西野一雄 役
- 任侠学園（2019年9月27日、監督：木村ひさし） - 主演・阿岐本雄蔵 役（西島秀俊とダブル主演）[134]
- 風の電話（2020年1月24日、監督：諏訪敦彦） - 今田老人 役
- 新解釈・三國志（2020年12月11日、監督：福田雄一） - 蘇我宗光 役（語り兼任）
- いのちの停車場（2021年5月21日、監督：成島出） - 仙川徹 役
- 大怪獣のあとしまつ（2022年2月4日、監督：三木聡） - 西大立目完 役[135]
- 劇場版ドクターX FINAL（2024年12月6日、監督：田村直己） - 蛭間重勝 役[136] ※映画遺作
- 幸せに生きるための手引き（監督：豪田トモ） - ナレーション

### 舞台
- 情痴（青年座劇場、1970年）
- どらまないと（青年座劇場、1970年）
- 抱擁家族（青年座劇場、1971年）
- 写楽考（俳優座劇場、1971年）, （紀伊国屋ホール、1972年）, （紀伊国屋ホール、1977年）
- 悲喜劇おんな系図（青年座劇場、1971年）
- 明治の柩（紀伊国屋ホール、1973年）
- 神々の死（紀伊国屋ホール、1973年）
- 私はルヴィ（俳優座劇場、1975年）
- セチュアンの善人（紀伊国屋ホール、1978年）
- 盟三五大切（国立劇場小劇場、1979年）
- 欲望という名の電車（紀伊国屋ホール、1979年）
- 冒険ダン吉の冒険（紀伊国屋ホール、1981年）
- 江戸のろくでなし（サンシャイン劇場、1982年）
- 弥次喜多（サンシャイン劇場、1985年）
- からゆきさん（サンシャイン劇場、1990年）
- 屋根の上のヴァイオリン弾き（帝国劇場、1994年-2001年）, (梅田コマ劇場、2001年）
- つくづく赤い風車-小林一茶-（池袋西口テント劇場、1995年）
- リセット（紀伊国屋ホール、1999年）

### ラジオ
- パックインミュージック（TBSラジオ、1978年 - 1982年）
- ザ・バラエティ[137]（TBSラジオ、1978年 - 1980年）
  - 西田敏行のもうちょっとだったのに
  - 西田敏行カントリー
  - 西田敏行パロディカルナイト
- 目の不自由な方へ通りゃんせ基金を! 第12回ラジオ・チャリティ・ミュージックソン（ニッポン放送、1986年12月24日 - 25日） - 24時間パーソナリティ
- 新日曜名作座（NHKラジオ第1、2008年4月6日 - ）※生前最後の収録は2024年7月半ば[138]に行った『羊は安らかに草を食み』で、放送は同年9月22日～10月27日の6回連続。また、2024年10月20日放送分の『羊は安らかに草を食み』第5回だったが、番組冒頭には「西田敏行さんは10月17日に逝去されました。謹んでお悔やみを申し上げます」とのアナウンスがあった。2024年11月10日から2025年8月までは、過去放送分から選としてアンコール放送を続ける[139]。
- 青春アドベンチャー (NHK-FM)
  - 『浮遊霊ブラジル』（2021年6月7日 - 11日） - 主演・三田さん 役[140]
- FMシアター (NHK-FM)
  - 『あの日々たちよ～詩劇としての』（2022年6月11日、塩見三省 作）[141] - 主演・私 役

### 劇場アニメ
- がんばれ!!タブチくん!!シリーズ - タブチくん 役[142][143][144]
  - がんばれ!! タブチくん!!（1979年）
  - がんばれ!! タブチくん!!第2弾 激闘ペナントレース（1980年）
  - がんばれ!! タブチくん!!初笑い第3弾 あゝツッパリ人生（1980年）
- ももへの手紙（2012年） - イワ 役

### 吹き替え

#### 洋画
- ジャングル・ブック（2016年） - バルー 役[145]

#### 海外アニメ
- ロボッツ（2005年） - ビッグウェルド博士 役

### 人形劇
- ヤンマーファミリーアワー 飛べ!孫悟空 第13話 - 第15話（1978年、TBSテレビ） - 牛魔大王 役
- 連続人形活劇 新・三銃士（2009年、NHK教育） - ベルトラン 役

### バラエティ
- ハッスル銀座（TBS） - 松崎しげると司会
- 西田敏行・桜田淳子のもちろん正解（TBS） - 桜田淳子と司会
- なんてったって好奇心（フジテレビ） - 司会・逸見政孝の後任
- 正解のないクイズ（フジテレビ）
- ドリフ大爆笑（フジテレビ） - 83年のクリスマス特番に娘二人とゲスト出演
- みごろ!たべごろ!笑いごろ!（テレビ朝日）
- 今夜は最高!（日本テレビ）
- いい加減にします!（日本テレビ）
- 地球は僕らの宝島（朝日放送） - 司会
- 平成ふしぎ探検隊（朝日放送） - 司会
- これは知ってナイト（朝日放送） - 司会
- 西田敏行の列島縦断 うわさの芸人探しの旅（2000年4月4日、テレビ東京）
- 探偵!ナイトスクープ（朝日放送→朝日放送テレビ[注釈 8]） - 2代目局長（2001年 - 2019年）
- サラリーマンNEO 2007年・年の瀬スペシャル「スーパーの男」（NHK総合）
- BSエンターテイメント「西田・武田の笑モード」（2010年2月6日、NHK-BS2）
- 絶対に笑ってはいけない熱血教師24時（2012年12月31日、日本テレビ）

### ドキュメンタリー・教養番組
- 日中国交回復15周年記念 中国大秘境 世界初公開!〜幻の西域〜パンダと西遊記の里（1987年3月26日、フジテレビ）
- 人間ビジョンスペシャル「カムイの鳥 生命の原野〜シマフクロウとタンチョウの四季〜」（1999年2月27日、北海道テレビ放送制作・テレビ朝日系全国ネット） - ナレーション
- 人生の楽園（2003年10月25日 - 2024年11月9日、テレビ朝日） - 2代目ナレーション ※生前最後の収録は2024年10月3日に行ったもので、放送日は同年11月9日
- こころの遺伝子 〜あなたがいたから〜（2010年4月 - 7月、NHK総合） - 司会
- レディ物語 母を亡くしたチンパンジーと飼育員との1600日（2011年8月27日、札幌テレビ） - 動物園に来た親子（父親） 役
- “花は咲く”スペシャル（NHK総合）
  - “花は咲く”スペシャル〜一つの歌がつむぐ物語〜（2012年9月5日） - 司会
  - “花は咲く”スペシャル〜復興を願う心のうた〜（2013年3月14日） - ナビゲーター
- NHKスペシャル（NHK総合）
  - 3.11 あの日から2年「福島のいまを知っていますか」（2013年3月14日）[150]
  - 超・進化論（2022年11月6日・13日・2023年1月8日）- 教授 役
- テレビ未来遺産 震災直後… 生死を分ける72時間になすべきこと（2014年3月10日、TBS） - ナビゲーター
- あの日が教えてくれること〜東日本大震災から3年〜（2014年3月11日、フジテレビ） - スペシャルゲスト
- ETV特集「あの舞をもういちど〜原発事故と民俗芸能」（2014年6月7日、NHK Eテレ） - ナレーション
- まちづくり夢づくり（2020年4月5日 - 2020年9月27日、TBS） - ナレーター
  - まちづくり夢づくり PART2（2021年4月4日 - 2022年3月27日、TBS） - ナレーター
- 東京オリンピック開幕SP 帰ってきた伝説のエース 上野由岐子 波乱万丈の800日（2021年7月17日、テレビ朝日） - ナレーター[151]

### 音楽番組
- 夢のビッグスタジオ（1982年、テレビ朝日系）
- 第37回輝く!日本レコード大賞（TBSテレビ・ラジオ） - 司会
- 思い出のメロディー（1992年8月15日、NHK総合・ラジオ第1） - 司会
- 誰も知らない泣ける歌（日本テレビ） - 司会

### NHK紅白歌合戦出場歴
| 年度                                                                                      | 放送回 | 回 | 曲目                              | 出演順 | 対戦相手   | 備考 |
| ----------------------------------------------------------------------------------------- | ------ | -- | --------------------------------- | ------ | ---------- | ---- |
| 1981年                                                                                    | 第32回 | 初 | もしもピアノが弾けたなら          | 12/22  | 榊原郁恵   |      |
| 1982年                                                                                    | 第33回 | 2  | ああ上野駅                        | 14/22  | 小柳ルミ子 |      |
| 1990年                                                                                    | 第41回 | 3  | もしもピアノが弾けたなら（2回目） | 14/29  | 青江三奈   |      |
| 2011年                                                                                    | 第62回 | 4  | あの街に生まれて                  | 17/25  | 小林幸子   |      |
| - 曲名の後の（○回目）は紅白で披露された回数を表す。 - 出演順は「出演順/出場者数」で表す。 |        |    |                                   |        |            |      |

- その他紅白への出演
  - 1977年（昭和52年）/第28回 - 白組応援ゲスト
  - 1978年（昭和53年）/第29回 - 白組応援リーダー
  - 1989年（平成元年）/第40回 - 審査員
  - 1990年（平成2年）/第41回 - 白組司会
  - 2009年（平成21年）/第60回 - 審査員
  - 2012年（平成24年）/第63回 - 特別出演[注釈 9]

### CM
- ビッグジョン（1975年）（広沢玲子と共演）
- 日清食品 ふとめん味助（1976年）
- キヤノン カード型電卓・キヤノンカード（1978年-1979年）
- ライオン油脂 ルック・ガラスルック（1979年）
1983年には妻がママローヤルのCMに出演。
- プリマハム
- 日本航空（1982年）
- エッソ（1982年-1983年）
- 雪印乳業（現・雪印メグミルク） ネオソフト（1982年-1987年）
- 東京ガス ガスFF暖房機（1983年-1984年）[152]
- 第一生命（1985年）
「グランドライフ ふぁみりぃ」のCMでは一家で出演。
- 大関酒造（1986年-1988年）
- ブックローン（リブロック・1980年代後半-1990年まで、CMソングを担当。）
- 大東建託（1990年）
- 中埜酢店（現：ミツカン）（味ぽん）（1990年-1992年）
- アサヒビール
- エスビー食品（5/8チップ）
- 朝日ソーラー
- KDD（現：KDDI）
CMソング「ぜったいイチバン」は宴会ソングとして話題になり、CD化された。発売元のソニー・ミュージックエンタテインメント発表で発売20日間の出荷枚数は1万2000枚[153]を記録した。
- NTT西日本
- はるやま商事
- トヨタ自動車（カムリ）
- カネボウホームプロダクツ（旅の宿）
- 日本石油（日石ワンナップジョッキー - 日石イーナブレイク※ラジオCM）
- 三菱電機
- 公共広告機構（現：ACジャパン）
- サッポロビール
- カルピス（健茶王）
- アース製薬（アースレッドシリーズ、2002年 - 2004年）
- ジャンボ宝くじ
当初は西田敏行に似た新人歌手という設定の西田 夢蔵（にしだ ゆめぞう）として出演。なお西田夢蔵の公表されている生年月日、出身地、血液型は西田敏行と同じ[154]。2008年・2009年に放送された「ミリオンドリーム」編では、上島竜兵扮する「小夢蔵」（こゆめぞう）と共演している。2010年のサマージャンボからは、西田敏行名義で出演している。
- 新・ユーキャンの通信講座（折込作業篇 新聞配達所の所長）
- アートネイチャー
- エバーライフ（皇潤）
- コイケヤ（ポテトチップスPREMIUM、2010年3月 -）
- 眼鏡市場
- スズキ（アルトエコ）「発表会」編・香里奈と共演。「ご当地キャラ」編・香里奈、小林星蘭と共演。
- SUNTORY WHISKY 響（ナレーション）
- 三井住友銀行 いくぞ、ミライ 「投資信託」篇（2014年10月 - ）[155]
- マクドナルドジャパン チキンタツタ 「ふたつのタツタ」編・「ひとくちタツタ」編（2020年5月12日-）

## ディスコグラフィ

### シングル
| #                                            | 発売日          | A/B面   | タイトル                     | 作詞               | 作曲               | 編曲               | 規格品番   |
| 東芝EMI                                      | 東芝EMI         | 東芝EMI | 東芝EMI                      | 東芝EMI            | 東芝EMI            | 東芝EMI            | 東芝EMI    |
| -------------------------------------------- | --------------- | ------- | ---------------------------- | ------------------ | ------------------ | ------------------ | ---------- |
| 1                                            | 1977年 5月      | A面     | 木綿の愛情                   | 杉紀彦             | あかのたちお       | あかのたちお       | TP-10201   |
| 1                                            | 1977年 5月      | B面     | 三文役者は涙が大好き         | 杉紀彦             | 高田弘             | 小六禮次郎         | TP-10201   |
| 2                                            | 1977年 11月     | A面     | いもうと                     | いまむられいこ     | あかのたちお       | あかのたちお       | TP-10313   |
| 2                                            | 1977年 11月     | B面     | おもいであくび               | 下田逸郎           | 下田逸郎           | あかのたちお       | TP-10313   |
| 3                                            | 1978年 8月      | A面     | シンデレラ・マーチ           | 杉紀彦             | 馬飼野康二         | 馬飼野康二         | TP-10445   |
| 3                                            | 1978年 8月      | B面     | やさしく おやすみ            | 杉紀彦             | 小六禮次郎         | 小六禮次郎         | TP-10445   |
| CBS・ソニー                                  |                 |         |                              |                    |                    |                    |            |
| 4                                            | 1980年 4月      | A面     | 風に抱かれて                 | 喜多條忠           | 芳野藤丸           | 木森敏之           | 06SH-744   |
| 4                                            | 1980年 4月      | B面     | 娘たちよ                     | 東海林良           | 木村昇             | 木森敏之           | 06SH-744   |
| 5                                            | 1980年 10月     | A面     | 風見鶏こっち向いた           | みなみらんぼう     | 山本寛之           | 山本寛之           | 07SH-851   |
| 5                                            | 1980年 10月     | B面     | 青春二人づれ                 | みなみらんぼう     | 山本寛之           | 山本寛之           | 07SH-851   |
| 6                                            | 1981年 4月1日   | A面     | いい夢みろよ                 | 阿久悠             | 坂田晃一           | 坂田晃一           | 07SH-946   |
| 6                                            | 1981年 4月1日   | B面     | もしもピアノが弾けたなら     | 阿久悠             | 坂田晃一           | 坂田晃一           | 07SH-946   |
| 7                                            | 1982年 5月      | A面     | たったひとつの歌だけど       | 湯川れい子         | 井上大輔           | 梅垣達志           | 07SH-1140  |
| 7                                            | 1982年 5月      | B面     | 泣くときは僕の胸で           | 湯川れい子         | 幸耕平             | 南郷達也           | 07SH-1140  |
| 8                                            | 1982年 6月      | A面     | 淋しいのはおまえだけじゃない | 小室等             | 小室等             | 青木望             | 07SH-1162  |
| 8                                            | 1982年 6月      | B面     | まだ負けるわけにはいかない   | 小室等             | 小室等             | 青木望             | 07SH-1162  |
| 9                                            | 1982年 9月      | A面     | 幸福の目じるし               | 阿久悠             | 坂田晃一           | 坂田晃一           | 07SH-1203  |
| 9                                            | 1982年 9月      | B面     | ZOOM IN あなた               | 阿久悠             | 坂田晃一           | 坂田晃一           | 07SH-1203  |
| 10                                           | 1983年 4月      | A面     | 二番目に云いたいこと         | 西田敏行           | 坂田晃一           | 坂田晃一           | 07SH-1293  |
| 10                                           | 1983年 4月      | B面     | 夕焼け                       | 山川啓介           | 滝沢良             | 青木望             | 07SH-1293  |
| 11                                           | 1984年 11月     | A面     | 想い出の舞台装置             | 小椋佳             | 小椋佳             | 星勝               | 07SH-1572  |
| 11                                           | 1984年 11月     | B面     | 愛どうなってんの－oh!結婚－  | 小椋佳             | 小椋佳             | 星勝               | 07SH-1572  |
| 12                                           | 1984年 12月     | A面     | ルネッサンス                 | 阿久悠             | 坂田晃一           | 坂田晃一           | 07SH-1593  |
| 12                                           | 1984年 12月     | B面     | You Are My 美人 Shine        | 阿久悠             | 坂田晃一           | 坂田晃一           | 07SH-1593  |
| 13                                           | 1985年 10月2日  | A面     | おとこの場面                 | 阿久悠             | 和泉常寛           | 萩田光雄           | 07SH-1699  |
| 13                                           | 1985年 10月2日  | B面     | 誰もいない                   | 阿久悠             | タケカワユキヒデ   | 飛澤宏元           | 07SH-1699  |
| 14                                           | 1986年 9月5日   | A面     | 人生ららばい                 | 池田充男           | 青山八郎           | 飛澤宏元           | 07SH-1803  |
| 14                                           | 1986年 9月5日   | B面     | 心にてるてる坊主             | 秋元康             | タケカワユキヒデ   | 飛澤宏元           | 07SH-1803  |
| 15                                           | 1988年 12月1日  | A面     | LOVE〜ラブソングを作ろう〜   | 阿久悠             | 林哲司             | 萩田光雄           | 07SH-3148  |
| 15                                           | 1988年 12月1日  | B面     | 恋は天才である               | 阿久悠             | 中村裕介           | 萩田光雄           | 07SH-3148  |
| 16                                           | 1989年 3月1日   | 01      | 時の旅人                     | 武田鉄矢           | 堀内孝雄           | 若草恵             | 10EH-3170  |
| 17                                           | 1989年 11月1日  | 01      | 虹                           | 大津あきら         | 杉本真人           | 難波正司           | CSDL-3018  |
| 17                                           | 1989年 11月1日  | 02      | 男達のララバイ               | たきのえいじ       | 大木トオル         | 難波正司           | CSDL-3018  |
| Sony Records                                 |                 |         |                              |                    |                    |                    |            |
| 18                                           | 1991年 11月21日 | 01      | 冷たくしないで               | 多夢星人           | 谷村新司           | 難波正司           | SRDL-3405  |
| 18                                           | 1991年 11月21日 | 02      | 私の愛したタコ               | 多夢星人           | 谷村新司           | 難波正司           | SRDL-3405  |
| 19                                           | 1992年 10月21日 | 01      | 旅立たずにはいられない       | 喜多條忠           | 山崎一稔           | 山崎一稔           | SRDL-3556  |
| 19                                           | 1992年 10月21日 | 02      | 心にてるてる坊主             | 秋元康             | タケカワユキヒデ   | 飛澤宏元           | SRDL-3556  |
| 20                                           | 1994年 4月21日  | 01      | ぜったいイチバン             | 東京バナナボーイズ | 東京バナナボーイズ | 東京バナナボーイズ | SRDL-3830  |
| ソニー・ミュージックアソシエイテッドレコーズ |                 |         |                              |                    |                    |                    |            |
| 21                                           | 2001年 8月1日   | 01      | とりあえずは元気で行こうぜ   | 青島幸男           | 青島幸男           | 小林信吾           | AICT-1326  |
| 21                                           | 2001年 8月1日   | 02      | 私の愛したタコ               | 多夢星人           | 谷村新司           | 難波正司           | AICT-1326  |
| 22                                           | 2003年 6月25日  | 01      | 空に星があるように           | 荒木一郎           | 荒木一郎           | 増本直樹           | AICL-1443  |
| 22                                           | 2003年 6月25日  | 02      | とりあえずは元気で行こうぜ   | 青島幸男           | 青島幸男           | 小林信吾           | AICL-1443  |
| ソニー・ミュージックレコーズ                 |                 |         |                              |                    |                    |                    |            |
| 23                                           | 2007年 6月27日  | 01      | 人生デ☆ラックス              | タカ☆ラボ          | 加藤裕介           | 加藤裕介           | SRCL-6580  |
| ビクターエンタテインメント                   |                 |         |                              |                    |                    |                    |            |
| 24                                           | 2007年 11月7日  | 01      | まーるく生きてみませんか     | 松井五郎           | 馬飼野康二         | 馬飼野康二         | VICL-36347 |
| 24                                           | 2007年 11月7日  | 02      | 今度 生まれて来るとしたなら  | 永井龍雲           | 永井龍雲           | 西平彰             | VICL-36347 |
| キングレコード                               |                 |         |                              |                    |                    |                    |            |
| 25                                           | 2011年 6月22日  | 01      | バトンタッチ                 | 秋元康             | 杉山勝彦           | 樫原伸彦           | KICM-1347  |
| 25                                           | 2011年 6月22日  | 02      | あの街に生まれて             | 秋元康             | 藤井一徳           | 樫原伸彦           | KICM-1347  |

### シングル以外の楽曲
- MATチームの歌（1971年）/少年少女合唱団みずうみ
  - 『帰ってきたウルトラマン』挿入歌のカヴァー（オリジナルは団次郎）。ウルトラシリーズの主題歌や挿入歌は70年代から80年代にかけて多くのカヴァー版が発売されているが、その中でも滅多に商品化されない珍品中の珍品である。本人曰く、「バイトで歌った」と発言している[157]。
  - 発売元はエルム（レーベル：エルムレコード、規格品番：ELM-R3516、ELM-R5524など）・朝日ソノラマ（レーベル：ソノラマレコード、規格品番：ARM-4535）。
- いかすぜ!この恋（1980年）アルバム『風に抱かれて』収録
  - 西田の持ちネタであるプレスリーの物真似で歌ったナンバー（大滝詠一の自作曲のカヴァー。西田版のプロデュースも大滝が担当）。歌詞はプレスリーの歌のタイトルのみをつないだもので、曲名もプレスリーの主演映画の邦題と同一。曲調もサウンドもプレスリー調で、バックコーラスはザ・キング・トーンズ。なお、大滝は「ロンリーティーンエイジアイドル」という曲を提供（作詞、作曲、編曲）している。
- リブロック（1983年）
  - 『ブックローン』CMソング。
- おとうさんの歌も聞いてくれ 〜おとうさんはガンバルマン〜 Side:A おとうさんの歌も聞いてくれ／泣くときは僕の胸で、Side:B もしもピアノが弾けたなら／Be Yourself With Me（1982年、第一生命創立80周年記念レコード、非売品）
- せかいはおどる（1989年?） - 『ひらけ!ポンキッキ』挿入歌
- 「MY LOVELY TOWN」 with 尾崎紀世彦（2007年）
  - 『釣りバカ日誌 20TH ANNIVERSARY』収録 - 2枚組CD：UPCY-6420 作詞：朝原雄三 作曲：信田かずお
  - 『釣りバカ日誌16』ライブハウスでのデュエット場面の劇中歌として作られたオリジナルソング。
- 花は咲く（フライングドッグ、2012年5月23日、「花は咲くプロジェクト」名義） - NHK東日本大震災復興応援ソング
- 夢に隠れましょ（2022年）
  - 盟友、松崎しげるの活動50周年記念のオールタイム・ベストアルバム『50 years of activity Album 「1/2世紀〜Self Selection〜」』収録の新録曲の1曲で、松崎とのデュエット。作詞：吉田象 作曲：松崎しげる 編曲：鈴木豪

その他
- フランシーヌの場合（2005年）『タイガー&ドラゴン』内で歌唱

### アルバム

#### 東芝EMI
- らぶそんぐ……おれ（1977年、TP-72243）
- 続 らぶそんぐ……おれ（1977年、TP-80037）

#### CBSソニー
- 風に抱かれて（1980年、25AH 979）
- もしもピアノが弾けたなら（1981年8月26日、28AH 1299）
- ミュージカルドラマ 夏の王様（1982年） - 西田は10曲中5曲を歌唱。
- 西田敏行ライブ〜メルヘン・ロール・イン'82〜（1982年）
- 青年座「弥次喜多」オリジナルキャスト盤（1985年）
- 虹〜マイ・フェイバリット・コレクション〜（1989年）
- 旅立たずにはいられない（1992年）
- 西田敏行の音楽物語（1)ピーターと狼（1993年）
- 西田敏行の音楽物語（2)真夏の夜の夢（1993年）
- 西田敏行の音楽物語（3)くるみ割り人形（1993年）
- 西田敏行の音楽物語（4)白鳥の湖（1993年）
- 西田敏行の音楽物語（5)眠りの森の美女（1993年）

### 歌詞提供
- 花ひとつ 夢ひとつ（堀江淳、2013年）
  - 発売元はビクターエンタテインメント。

### PV出演
- I love you & I need you ふくしま（猪苗代湖ズ、2011年）

### NHKみんなのうた
以下の2曲を歌唱したが、2曲ともCDは販売されていない。
※▲はラジオのみ再放送。
| 放送期間                    | 曲目                 | 作詞         | 作曲     | 映像     | 再放送                                                | 備考    |
| --------------------------- | -------------------- | ------------ | -------- | -------- | ----------------------------------------------------- | ------- |
| 1980年（昭和55年）6月 - 7月 | のらねこ三度笠       | たかはし雅美 | 中村勝彦 | 倉橋達治 | 2012年（平成24年）3月25日 2016年（平成28年）6月 - 7月 | [ 159 ] |
| 1984年（昭和59年）2月 - 3月 | こんな日がほしかった | 杉紀彦       | 森田公一 | 実写     | 2014年（平成26年）2月 - 3月▲                          |         |

### その他
- 西田敏行さん主演『星守る犬』（2011年6月3日、朝日新聞夕刊 3面「映画 ART&CULTURE」インタビュー）
- 映画『星守る犬』公開記念対談 西田敏行×村上たかし（2011年6月3日、朝日新聞朝刊全面広告10面）

### タイアップ曲
| 年     | 楽曲                         | タイアップ                                                  |
| ------ | ---------------------------- | ----------------------------------------------------------- |
| 1977年 | 木綿の愛情                   | TBSラジオ「パックインミュージック」EDテーマ                 |
| 1980年 | 風に抱かれて                 | 日本テレビ系テレビドラマ「池中玄太80キロ」主題歌            |
| 1980年 | 娘たちよ                     | 日本テレビ系テレビドラマ「池中玄太80キロ」挿入歌            |
| 1980年 | 風見鶏こっち向いた           | テレビ朝日系テレビドラマ「サンキュー先生」OPテーマ          |
| 1980年 | 青春二人づれ                 | テレビ朝日系テレビドラマ「サンキュー先生」EDテーマ          |
| 1981年 | いい夢みろよ                 | 日本テレビ系テレビドラマ「池中玄太80キロII」挿入歌          |
| 1981年 | もしもピアノが弾けたなら     | 日本テレビ系テレビドラマ「池中玄太80キロII」主題歌          |
| 1982年 | 淋しいのはおまえだけじゃない | TBS系テレビドラマ「淋しいのはお前だけじゃない」主題歌       |
| 1982年 | 幸福の目じるし               | 日本テレビ系テレビドラマ「夏の王様」主題歌                  |
| 1983年 | 二番目に云いたいこと         | 日本テレビ系テレビドラマ「明石貫平35才」主題歌              |
| 1983年 | 夕焼け                       | ニッポン放送「玉置宏の笑顔でこんにちは!」オリジナルソング   |
| 1984年 | ルネッサンス                 | 日本テレビ系テレビドラマ「名門私立女子高校」主題歌          |
| 1984年 | You Are My 美人 Shine        | 日本テレビ系テレビドラマ「名門私立女子高校」挿入歌          |
| 1985年 | おとこの場面                 | 青年座「弥次喜多」イメージソング                            |
| 1986年 | 人生ららばい                 | TBS系テレビドラマ「泣いてたまるか」主題歌                   |
| 1986年 | 心にてるてる坊主             | TBS系テレビドラマ「泣いてたまるか」挿入歌                   |
| 1988年 | LOVE〜ラブソングを作ろう〜   | 日本テレビ系テレビドラマ「猫、ふんじゃッた!」EDテーマ       |
| 1989年 | 時の旅人                     | アニメ映画「ドラえもん のび太の日本誕生」EDテーマ           |
| 1989年 | 虹                           | テレビ東京系テレビドラマ「妻をめとらば」主題歌              |
| 1991年 | 冷たくしないで               | 映画「釣りバカ日誌4」主題歌                                 |
| 1992年 | 旅立たずにはいられない       | テレビ朝日系「平成ふしぎ探検隊」EDテーマ                    |
| 1992年 | 心にてるてる坊主             | TBS系テレビドラマ「ママ走れ!」主題歌                        |
| 1994年 | ぜったいイチバン             | KDD「ゼロゼロイチバン」CMソング                             |
| 2001年 | とりあえずは元気で行こうぜ   | 映画「釣りバカ日誌12 史上最大の有給休暇」主題歌             |
| 2003年 | 空に星があるように           | テレビ東京系テレビドラマ「すっから母さん」EDテーマ          |
| 2007年 | 人生デ☆ラックス              | ドリームジャンボ宝くじ・CMソング                            |
| 2007年 | まーるく生きてみませんか     | TBS系テレビドラマ「浅草ふくまる旅館II」主題歌               |
| 2007年 | 今度 生まれて来るとしたなら  | TBS系テレビドラマ「浅草ふくまる旅館II」挿入歌               |
| 2011年 | バトンタッチ                 | セブン&アイ・ホールディングス「父の日キャンペーン」CMソング |

## 著書
- 『しゃべって、人生』シンコー・ミュージック 1984
- 『西田敏行地球愛である記 アラスカ365日と赤道横断4万キロ ネイチャリングスペシャル』全国朝日放送 1991
- 『魅せられて石川県 西田敏行さんたち8人が語る』ジュディ・オング,松井昌雄,永井豪,桂文珍,徳田八十吉,川勝平太,竹村節子共著 ベストセラーズ 2007
- 『バカ卒業 映画『釣りバカ日誌』のハマちゃん役を語ろう』小学館 2009
- 『役者人生、泣き笑い』（2016年、河出書房新社）[160]

## 栄典
- 2008年：紫綬褒章
- 2018年：旭日小綬章
- 2024年：従五位、郡山市名誉市民

## 受賞歴

### 映画賞
- 1981年：第5回日本アカデミー賞 優秀助演男優賞（『北斎漫画』）
- 1984年：第8回日本アカデミー賞 優秀助演男優賞（『天国の駅 HEAVEN STATION』）
- 1986年：第10回日本アカデミー賞 優秀主演男優賞（『植村直己物語』）[161]
- 1988年：
  - 第26回ゴールデン・アロー賞 映画賞
  - 第12回日本アカデミー賞 最優秀主演男優賞（『敦煌』）[162]
- 1992年：
  - 第16回日本アカデミー賞
    - 優秀主演男優賞（『寒椿』『釣りバカ日誌5』）
    - 優秀助演男優賞（『おろしや国酔夢譚』『天国の大罪』）
- 1993年：
  - 第31回ゴールデン・アロー賞 映画賞
  - 日刊スポーツ映画大賞・石原裕次郎賞 主演男優賞（『学校』）
  - 第17回日本アカデミー賞 最優秀主演男優賞（『学校』『釣りバカ日誌6』）[163]
  - 全国映連賞 主演男優賞（『学校』）
- 1996年：第20回日本アカデミー賞 優秀主演男優賞（『学校II』）[164]
- 2002年：第26回日本アカデミー賞 優秀主演男優賞（『陽はまた昇る』）
- 2003年：
  - 第46回ブルーリボン賞 主演男優賞（『ゲロッパ』『釣りバカ日誌14』）
  - 第58回毎日映画コンクール 主演男優賞（『ゲロッパ』『釣りバカ日誌14』）
  - 第28回報知映画賞 主演男優賞（『ゲロッパ』『釣りバカ日誌14』）
  - 第27回日本アカデミー賞 優秀主演男優賞（『ゲロッパ!』）[165]
  - 全国映連賞 主演男優賞（『ゲロッパ!』『釣りバカ日誌』シリーズ）
- 2009年：第33回日本アカデミー賞 会長功労賞（『釣りバカ日誌』シリーズ）
- 2011年：第24回日刊スポーツ映画大賞・石原裕次郎賞 助演男優賞（『ステキな金縛り』『はやぶさ/HAYABUSA』『探偵はBARにいる』）[166]
- 2012年：
  - 喜劇人大賞 大賞（2012年3月）
  - 第3回日本シアタースタッフ映画祭 助演男優賞（『ステキな金縛り』）（2012年4月22日）
  - 第21回ゴールデン・アロー賞 日本映画批評家大賞 審査員特別演技賞（『星守る犬』）（2012年4月）
- 2013年：第22回東京スポーツ映画大賞 男優賞（『アウトレイジ ビヨンド』）（2013年2月24日）
- 2014年：第7回したまちコメディ映画祭in台東 コメディ栄誉賞
- 2017年：
  - 第41回山路ふみ子映画賞 文化財団特別賞
  - 第41回日本アカデミー賞 優秀助演男優賞（『ナミヤ雑貨店の奇蹟』）
- 2018年：
  - 第27回東京スポーツ映画大賞 主演男優賞（『アウトレイジ 最終章』）
  - 第39回ヨコハマ映画祭 特別大賞
- 2024年：
  - 第37回日刊スポーツ映画大賞・石原裕次郎賞 特別賞[167]
  - 第48回日本アカデミー賞 協会栄誉賞[168]

### ドラマ
- 1977年：
  - 第15回ゴールデン・アロー賞 放送賞
  - 52年度テレビ大賞
- 2005年：第45回ザテレビジョンドラマアカデミー賞 助演男優賞（『タイガー&ドラゴン』）[169]
- 2013年：第64回NHK放送文化賞（2013年03月07日）
- 2021年：東京ドラマアウォード2021 助演男優賞（『俺の家の話』）
- 2023年：（中国）第1回ゴールデンパンダ賞 最優秀助演男優賞ノミネート（『俺の家の話』）

### 舞台
- 1975年：芸術祭 優秀賞（私はルビイ）
- 1977年：第12回紀伊國屋演劇賞（写楽考）

### 音楽賞
- 1981年：第23回日本レコード大賞金賞（『もしもピアノが弾けたなら』）
- 1981年：第19回ゴールデン・アロー賞 特別賞
- 2024年：第66回日本レコード大賞特別功労賞
- 2025年：第1回MUSIC AWARDS JAPAN最優秀国内リバイバル楽曲賞ノミネート（『もしもピアノが弾けたなら』）[170]

### その他
- 2004年：ベスト・ファーザー イエローリボン賞
- 2024年：第9回孔子賞（世界孔子協会・世界孔子基金会など主催）孔子平和芸術賞